# Mount Pleasant, South Australia
Mount Pleasant är en ort i Australien. Den ligger i kommunen Barossa och delstaten South Australia, omkring 44 kilometer nordost om delstatshuvudstaden Adelaide. Antalet invånare är 920.
Runt Mount Pleasant är det mycket glesbefolkat, med 3 invånare per kvadratkilometer.. Närmaste större samhälle är Williamstown, omkring 18 kilometer nordväst om Mount Pleasant.
Trakten runt Mount Pleasant består till största delen av jordbruksmark. Genomsnittlig årsnederbörd är 419 millimeter. Den regnigaste månaden är juli, med i genomsnitt 68 mm nederbörd, och den torraste är december, med 8 mm nederbörd.